# NBA 1955/56
NBA 1955/56 was het 10e seizoen van de NBA. Het begon op 5 november 1955 en eindigde op 7 april 1956, toen Philadelphia Warriors de vijfde wedstrijd van de NBA Finale met 99-88 won en daarmee op 4-1 kwam in de serie tegen verliezend finalist Fort Wayne Pistons. Bob Pettit van St. Louis Hawks werd verkozen tot NBA Most Valuable Player. Hij was daarmee de eerste winnaar van deze prijs.
Fort Wayne Pistons bereikte in 1955/56 voor het tweede jaar op rij (en voor de tweede keer ooit) de NBA-finale, maar was opnieuw verliezend finalist.

## Eindstand regulier seizoen
| Eastern Conference    | W  | V  |
| --------------------- | -- | -- |
| Philadelphia Warriors | 45 | 27 |
| Boston Celtics        | 39 | 33 |
| Syracuse Nationals    | 35 | 37 |
| New York Knicks       | 35 | 37 |

| Western Conference | W  | V  |
| ------------------ | -- | -- |
| Fort Wayne Pistons | 37 | 35 |
| Minneapolis Lakers | 33 | 39 |
| St. Louis Hawks    | 33 | 39 |
| Rochester Royals   | 31 | 41 |

## Playoffs
|  | Division Semifinals   | Division Semifinals |                       |   | Division Finals | Division Finals |  |  | NBA Finals | NBA Finals |
|  |                       |                     |                       |   |                 |                 |  |  |            |            |
|  |                       |                     |                       |   |                 |                 |  |  |            |            |
|  |                       |                     |                       |   |                 |                 |  |  |            |            |
|  |                       |                     |                       |   |                 |                 |  |  |            |            |
|  | Philadelphia Warriors |                     |                       |   |                 |                 |  |  |            |            |
|  |                       |                     |                       |   |                 |                 |  |  |            |            |
|  | Bye                   |                     |                       |   |                 |                 |  |  |            |            |
|  | Philadelphia Warriors | 3                   |                       |   |                 |                 |  |  |            |            |
|  | Philadelphia Warriors | 3                   |                       |   |                 |                 |  |  |            |            |
|  |                       | Syracuse Nationals  | 2                     |   |                 |                 |  |  |            |            |
|  | Syracuse Nationals    | Syracuse Nationals  | 2                     | 2 |                 |                 |  |  |            |            |
|  | Syracuse Nationals    |                     |                       | 2 |                 |                 |  |  |            |            |
|  | Boston Celtics        | 1                   |                       |   |                 |                 |  |  |            |            |
|  | Boston Celtics        | 1                   | Philadelphia Warriors | 4 |                 |                 |  |  |            |            |
|  |                       |                     | Philadelphia Warriors | 4 |                 |                 |  |  |            |            |
|  |                       | Fort Wayne Pistons  | 1                     |   |                 |                 |  |  |            |            |
|  | Fort Wayne Pistons    | Fort Wayne Pistons  | 1                     |   |                 |                 |  |  |            |            |
|  |                       |                     |                       |   |                 |                 |  |  |            |            |
|  | Bye                   |                     |                       |   |                 |                 |  |  |            |            |
|  | Fort Wayne Pistons    | 3                   |                       |   |                 |                 |  |  |            |            |
|  | Fort Wayne Pistons    | 3                   |                       |   |                 |                 |  |  |            |            |
|  |                       | St. Louis Hawks     | 2                     |   |                 |                 |  |  |            |            |
|  | St. Louis Hawks       | St. Louis Hawks     | 2                     | 2 |                 |                 |  |  |            |            |
|  | St. Louis Hawks       |                     |                       | 2 |                 |                 |  |  |            |            |
|  | Minneapolis Lakers    | 1                   |                       |   |                 |                 |  |  |            |            |
|  | Minneapolis Lakers    | 1                   |                       |   |                 |                 |  |  |            |            |

## Beste statistieken
- Meeste punten: Bob Pettit (St. Louis Hawks)
- Meeste rebounds: Bob Pettit (St. Louis Hawks)
- Meeste assists: Bob Cousy (Boston Celtics)
- Hoogste percentage veldscores: Neil Johnston (Philadelphia Warriors)
- Hoogste percentage vrije worpen: Bill Sharman (Boston Celtics)

1950 · 1951 · 1952 · 1953 · 1954 · 1955 · 1956 · 1957 · 1958 · 1959 · 
1960 · 1961 · 1962 · 1963 · 1964 · 1965 · 1966 · 1967 · 1968 · 1969 · 
1970 · 1971 · 1972 · 1973 · 1974 · 1975 · 1976 · 1977 · 1978 · 1979 · 
1980 · 1981 · 1982 · 1983 · 1984 · 1985 · 1986 · 1987 · 1988 · 1989 · 
1990 · 1991 · 1992 · 1993 · 1994 · 1995 · 1996 · 1997 · 1998 · 1999 · 
2000 · 2001 · 2002 · 2003 · 2004 · 2005 · 2006 · 2007 · 2008 · 2009 · 
2010 · 2011 · 2012 · 2013 · 2014 · 2015 · 2016 · 2017 · 2018 · 2019 · 
2020 · 2021 · 2022 · 2023 · 2024